# Mangas
 (juillet 2025).
Si vous disposez d'ouvrages ou d'articles de référence ou si vous connaissez des sites web de qualité traitant du thème abordé ici, merci de compléter l'article en donnant les références utiles à sa vérifiabilité et en les liant à la section « Notes et références ».
Pour les articles homonymes, voir Manga (homonymie).
Mangas, anciennement AB Cartoons, est une chaîne de télévision thématique et payante française, appartenant au groupe Mediawan Thematics diffusant principalement des animés.

## Histoire
La chaîne AB Cartoons est créée le 2 avril 1996. Face à l'engouement des adolescents et jeunes adultes pour les dessins animés japonais, et face aux critiques sur la violence accompagnant ces programmes peu adaptés à la jeunesse, elle est rebaptisée Mangas le 25 octobre 1998, en reprenant le logo du mensuel du même nom D.MANGAS (ex-Dorothée Magazine à la suite de l'arrêt de l'émission sur TF1 en 1997). Le CSA autorise ce changement de nom le 15 septembre.
Le 15 février 2011, la chaîne passe au format 16/9. Durant les premières semaines qui suivent ce changement, les programmes au format 4/3 restent diffusés dans leur format original, avant d'être rapidement affichés au format 14/9.
Depuis octobre 2013, la chaîne propose des anime diffusés la veille au Japon dans sa case intitulée J+1 pour concurrencer J-One, chaîne nouvellement créée.
Le 11 juillet 2022, la chaîne change d'habillage sous l'impulsion de l'agence Dune Creative. Les visuels s'inspirent autour de bulles d'explosion, ces bulles font référence aux shōnen. Les aspects graphiques reprennent des coiffures iconiques, des formes de puissance et de force.

### Identité graphique

Logo du 2 avril 1996 au 24 octobre 1998
Logo du 25 octobre 1998 au 21 octobre 2009
Logo du 22 octobre 2009 au 24 avril 2015
Logo du 25 avril 2015 jusqu'au 11 juillet 2022
Logo actuel depuis le 11 juillet 2022.

## Organisation

### Dirigeants
Directeur général de Mediawan Thematics :
- Vincent Grynbaum

Directrice générale adjointe chargée des contenus :
- Sonia Latoui

Directrice de programmation et antenne des chaines divertissements et cinéma :
- Mylène Patou

Responsable éditorial :
- Pierre Faviez

## Programmes
Sa programmation recycle les classiques du Club Dorothée comme Ken le Survivant, Ranma ½, L'École des champions et bien sûr Dragon Ball et Dragon Ball Z. La chaîne propose aussi de nouvelles séries telles One Piece, Wolf's Rain diffusée en version originale.
Enfin, Mangas aura donné naissance à quelques émissions aujourd'hui arrêtées, comme Galaxie Mangas (animée par Olivier Ligné et Olivier Fallaix) de 2000 à 2003, Défi Mangas un rendez-vous destiné aux jeunes réalisateurs de courts-métrages ou Mangas à la carte, un RDV permettant aux téléspectateurs de voter pour la série qu'ils souhaitaient revoir par le biais d'un épisode…
La chaîne est la seule à proposer à la télévision française un magazine de nouvelles bimensuel entièrement consacré à l'univers manga (mangas, japanimation, jeux vidéo…) depuis septembre 2004 : Actu Mangas. Ce magazine est écrit par Pierre Faviez et Loup Lassinat-Foubert.
Depuis 2011, Mangas diffuse du catch japonais, la Dragon Gate, commentée par Norbert Feuillan, expert en catch, et Grégoire Hellot, expert en culture japonaise et mangas. La chaîne devient ainsi la seule chaîne européenne à diffuser du catch nippon.
L'année 2011 marque également l'arrivée de petites chroniques de trois minutes. Japan Inside, pastille sur la culture japonaise, est présenté par Claire Douieb pour le lexique manga et par Colas Tran, remplacé ensuite par Anthony Martinez, pour les nouvelles tendances du Japon. Sukina est une émission où Noémie Alazard parle de ses coups de cœur. Lost Levels est une chronique consacrée aux jeux vidéo cultes, rétro ou actuels, présentée par Loup Lassinat-Foubert, alias Alexleserveur (ALS), journaliste pour le site Gamekult chargé de la programmation de la chaîne Mangas. Ces chroniques dureront jusqu'en février 2013.
Depuis novembre 2011, la chaîne diffuse la série Saint Seiya et, depuis décembre 2011, la web-série Hello Geekette.
La chaîne a acquis les droits de Goldorak qu'elle rediffuse à partir du 5 juin 2013.
En 2014 et en 2015, elle rediffuse aussi le célèbre anime Signé Cat's Eyes.
Le 29 août 2022, Ranma ½ fait son retour sur la chaîne en version HD.
Le 22 avril 2024, Sailor Moon fait elle aussi son retour sur la chaîne en version HD et intégrale, pour fêter les 30 ans de l'animé en France.

## Diffusion

### Télévision IP et OTT
Mangas est aussi diffusé en Suisse, Belgique, Luxembourg, Monaco, Afrique francophone, Liban, France d'outre-mer et au Haïti par câble, satellite et IPTV.

## Annexe